# Mellicta asteriae
Mellicta asteriae är en fjärilsart som beskrevs av Herrich-Schäffer 1843. Mellicta asteriae ingår i släktet Mellicta och familjen praktfjärilar. Inga underarter finns listade i Catalogue of Life.